# سامبا فال
سامبا فال هو منافس ألعاب قوى موريتاني، ولد في 7 سبتمبر 1964.

## وصلات خارجية
- سامبا فال على موقع الاتحاد الدولي لألعاب القوى (الإنجليزية)
- سامبا فال على موقع أوليمبيديا (الإنجليزية)